# Samuel Cabrera
Samuel Cabrera Cataneda (Pacho, 15 augustus 1960 – aldaar, 21 maart 2022) was een Colombiaans wielrenner.
Hij overleed door een blikseminslag toen hij op zijn akker werkte.

## Belangrijkste overwinningen
1980
- Ronde van Guatemala

1982
- Ronde van Costa Rica

1988
- 1e etappe Ronde van Venezuela

## Resultaten in voornaamste wedstrijden
| Jaar | Ronde van Italië | Ronde van Frankrijk | Ronde van Spanje |
| ---- | ---------------- | ------------------- | ---------------- |
| 1983 |                  | 57e                 |                  |
| 1984 |                  | 32e                 |                  |
| 1985 |                  |                     | opgave           |
| 1986 |                  | 11e                 | 35e              |
| 1987 |                  | opgave              | 44e              |
| 1988 |                  | 31e                 | opgave           |
| 1989 | 21e              | 49e                 |                  |

Arnaud ·
Arroyo ·
Cabrera ·
Carrera ·
Fernández ·
Gomez ·
J. Gorospe ·
R. Gorospe ·
Greciano ·
Guay ·
C. Hernández ·
J. Hernández ·
Indurain ·
Laguía ·
Myyryläinen ·
Navarro ·
Pineau ·
Prieto
Arnaud ·
Arroyo ·
Cabrera ·
Carrera ·
H. Díaz ·
P. L. Díaz ·
J. Gorospe ·
R. Gorospe ·
Guay ·
Hernández ·
Indurain ·
Mauri ·
Myyryläinen ·
Ocaña ·
Pacheco ·
Pineau ·
Sabbiao